# رئيس حكومة

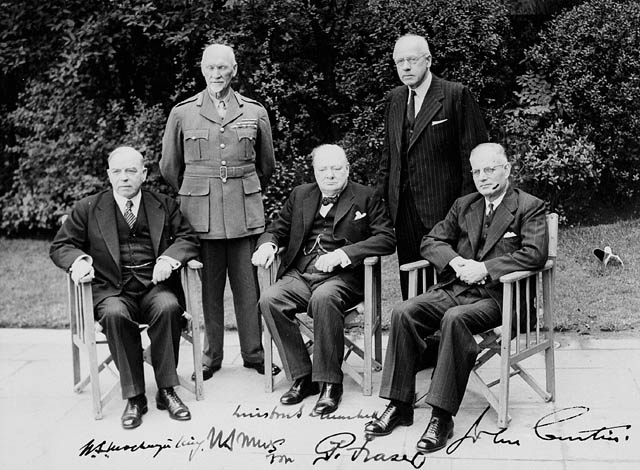
رؤساء حكومة من خمسة دول أعضاء في دول الكومنولث، خلال مؤتمر رؤساء الوزراء لدول الكومنولث والذي عقد عام 1944.

رئيس الحكومة (بالإنجليزية: Head of government)‏، هو مصطلح عام يستخدم ويطلق إما لأعلى، أو ثاني أعلى مسؤول في السلطة التنفيذية لدولة ذات سيادة، أو دولة اتحادية، أو مستعمرة ذات حكم ذاتي. وغالبًا ما يرأس رئيس الحكومة مجلس الوزراء. ويستخدم مصطلح رئيس الحكومة للتفريق بينه وبين مصطلح رئيس الدولة. يختلف مصطلح «رئيس الحكومة» عن «رأس الدولة» (مثلما ذُكر في المادة 7 من اتفاقية فيينا لقانون المعاهدات، والمادة الأولى من اتفاقية منع ومعاقبة الجرائم المرتكبة ضد الأشخاص المتمتعين بحماية دولية بمن فيهم الموظفين الدبلوماسيين، وقائمة بروتوكولات الأمم المتحدة)، إذ يمكن أن تكون مناصب وأفراد وأدوار منفصلة حسب البلد.
تختلف صلاحية رئيس حكومة ما، مثل الرئيس أو المستشار أو رئيس الوزراء، والعلاقة بين ذلك المنصب ومؤسسات الدولة الأخرى، مثل العلاقة بين رأس الدولة والسلطة التشريعية، بشكل كبير بين الدول ذات السيادة، وتعتمد بشكل كبير على النظام المحدد الذي اختير للحكومة أو فازت به، أو تطور مع مرور الوقت.
في معظم الأنظمة البرلمانية، بما فيها الملكية الدستورية، يكون رئيس الحكومة هو الزعيم السياسي الفعلي للحكومة، وهو مسؤول أمام مجلس واحد من مجالس الهيئة التشريعية. على الرغم من وجود خط مسؤولية رسمي لرأس الدولة في كثير من الأحيان، يعمل الأخير غالبًا رئيسًا شكليًا يمكن أن يؤدي دور الرئيس التنفيذي في مناسبات محدودة، سواءً كان من خلال تلقي الاستشارة الدستورية من رئيس الحكومة، أم بموجب  أحكام محددة في الدستور.
رأس الدولة هو عادةً رئيس الحكومة في الجمهوريات الرئاسية أو الحكومات الملكية المطلقة. من ناحية ثانية، فإن العلاقة بين الحكومة وذلك القائد يمكن أن تختلف بشكل كبير لتتدرج بين فصل السلطات والاستبدادية، وذلك وفقًا لدستور الدولة المحدد (أو قوانين أساسية أخرى).
في الأنظمة شبه الرئاسية، يمكن أن يعمل رئيس الحكومة رئيسًا للدولة والسلطة التشريعية سويةً، مع اختلاف تفاصيل في دستور كل دولة على حدة. أحد الأمثلة الحديثة على ذلك هي الحكومة الفرنسية الحالية، التي نشأت باسم الجمهورية الفرنسية الخامسة. يُعيّن الرئيس في فرنسا، وهو رأس الدولة، رئيس الوزراء الذي يعتبر رئيسًا للحكومة. من ناحية ثانية، يجب أن يختار الرئيس أحدًا يمكن أن يلعب دور الرئيس التنفيذي بفعالية، ويجب أن يكون أيضًا شخصًا يتمتع بدعم السلطة التشريعية الفرنسية، والجمعية الوطنية، كي يكون قادرًا على سن التشريعات. في بعض الحالات، يمكن أن يمثل رأس الدولة حزب سياسي واحد، لكن تكون الأغلبية في الجمعية الوطنية هي من حزب مختلف. بما أن حزب الأكثرية يمتلك السيطرة الأكبر على تمويل الدولة والتشريعات الأولية، فإن رئيس الحكومة يُجبر على اختيار رئيس وزراء من الحزب الآخر لضمان سلطة تشريعية عاملة وفعالة. في هذه الحالة، يسيطر رئيس الوزراء إلى جانب مجلس الوزراء على السياسة المحلية، فيما يُعرف بحكومة المساكنة، مع الحد من نفوذ الرئيس بشكل كبير إلى الشؤون الخارجية.
في الأنظمة الإدارية، تكون المسؤوليات التنفيذية لرئيس الحكومة متوزعة بين مجموعة من الأشخاص. وأبرز مثال على ذلك هو المجلس الفيدرالي السويسري، حيث كل عضو من المجلس يترأس وزارةً، ويصوت على اقتراحات متعلقة بجميع الوزارات.

## الألقاب المخصصة لرؤساء الحكومة
أحد الألقاب المعروفة للعديد من رؤساء الحكومة، هو رئيس الوزراء. يُستخدم هذا اللقب رسميًا في العديد من الدول، لكنه أيضًا مصطلح عام غير رسمي يستخدم لوصف أي منصب يُعتبر الوزير الرئيسي أو تحت مسمى آخر هو رأس الدولة،  إذ أن كلمة وزير -وهي الكلمة اللاتينية من خدم أو مرؤوسين- هي لقب شائع لأعضاء الحكومة (لكن تُستخدم العديد من الألقاب الأخرى مثل: مستشار أو وزير الخارجية). رسميًا يمكن أن يكون رأس الدولة أيضًا رئيس الحكومة (بحكم منصبه أو، مثل ملك تقع جميع السلطات تحت حكمه)، لكنه من ناحية ثانية يمتلك أولوية رسمية على رئيس الحكومة والوزراء الآخرين، سواءً كان بالفعل ذا نفوذ سياسي أعلى منهم (ملك حاكم، أو رئيس تنفيذي)، أو يأخذ مكانه بشكل نظري أو شعائري (ملك دستوري، أو رئيس غير تنفيذي). تستخدم الدساتير المختلفة ألقابًا مختلفة، حتى أن اللقب نفسه يمكن أن يكون له عدة معانٍ، وذلك اعتمادًا على النظام الدستوري والنظام السياسي للدولة المعنية.

### بوصفه زعيمًا سياسيًا
إضافة إلى لقب رئيس الوزراء، تشمل الألقاب المستخدمة في النموذج الديمقراطي، الذي يتضمن هيئة تشريعية منتخبة تراقب رئيس الحكومة الألقاب التالية. بعض هذه الألقاب ترتبط بحكومات تحت المستوى القومي (مثال: الولايات أو المقاطعات).

### المصطلحات الإنجليزية البديلة وترجماتها
- مستشار (بشكل رئيسي في الدول الناطقة بالألمانية)
- رئيس المجلس التنفيذي
- كبير الوزراء (غالبًا دون إقليمية)
- رئيس تنفيذي (غالبًا دون إقليمية)
- الوزير الأول First Minister (غالبًا دون أقليمية)
- رئيس الوزراء Minister-President
- رئيس مجلس الدولة (من الفرنسية premier minister)
- رئيس مجلس الوزراء
- رئيس مجلس الدولة (President of the Council of State)
- رئيس المجلس التنفيذي (President of the Executive Council)
- رئيس الحكومة
- رئيس الوزراء (Prime minister).
- مستشار الدولة  State Counsellor (تُستخدم حصرًا في ميانمار)
- رئيس الدولة  State President (تستخدم حضرًا في جنوب إفريقيا)

### الألقاب المكافئة في لغات أخرى
- الألبانية: Kryeministër
- البنغالية: يُستخدم لوصف رئيس الوزراء لفظ Pradan Mantri (رسمي)؛ Sarkar Pradhan (رئيس الحكومة، غير رسمي)؛ Sangsad Neta (رئيس البرلمان، في البرلمان فحسب).
- اللغة البشكنشية(الباسكية):
- رئيس إقليم الباسك (إسبانيا): Eusko Jaurlaritzako lehendakaria (تعني حرفيًا، «رئيس حكومة الباسك»).
- رئيس منطقة نَبَرة (إسبانيا): Nafarroako Gobernuko lehendakaria (تعني حرفيًا، «رئيس حكومة منطقة نَبَرة»).
- الرئيس، بشكل عام: Lehendakari.
- البلغارية: Министър-председател (النقل الحرفي: predsedatel، وتعني حرفيًا «رئيس وزراء»).
-في أندورا: Cap de Govern del Principat d'Andorra (تعني حرفيًا: «رئيس حكومة إمارة أندورا»).
- جزر البليار (إسبانيا): President/-a del Govern Balear.
- في كتالونيا (إسبانيا): President/-a de la Generalitat de Catalunya (تعني حرفيًا: «رئيس عموم كتالونيا».
- في فالنسيا (إسبانيا): President/-a de la Generalitat Valenciana (حرفيًا: «رئيس عموم فالنسيا»).
- المصطلحات «رئيس الحكومة» و«رئيس الوزراء»، هما بشكل عام: cap de govern و primer ministre أو primera ministra، على التتالي.